# Parásitos en la ficción

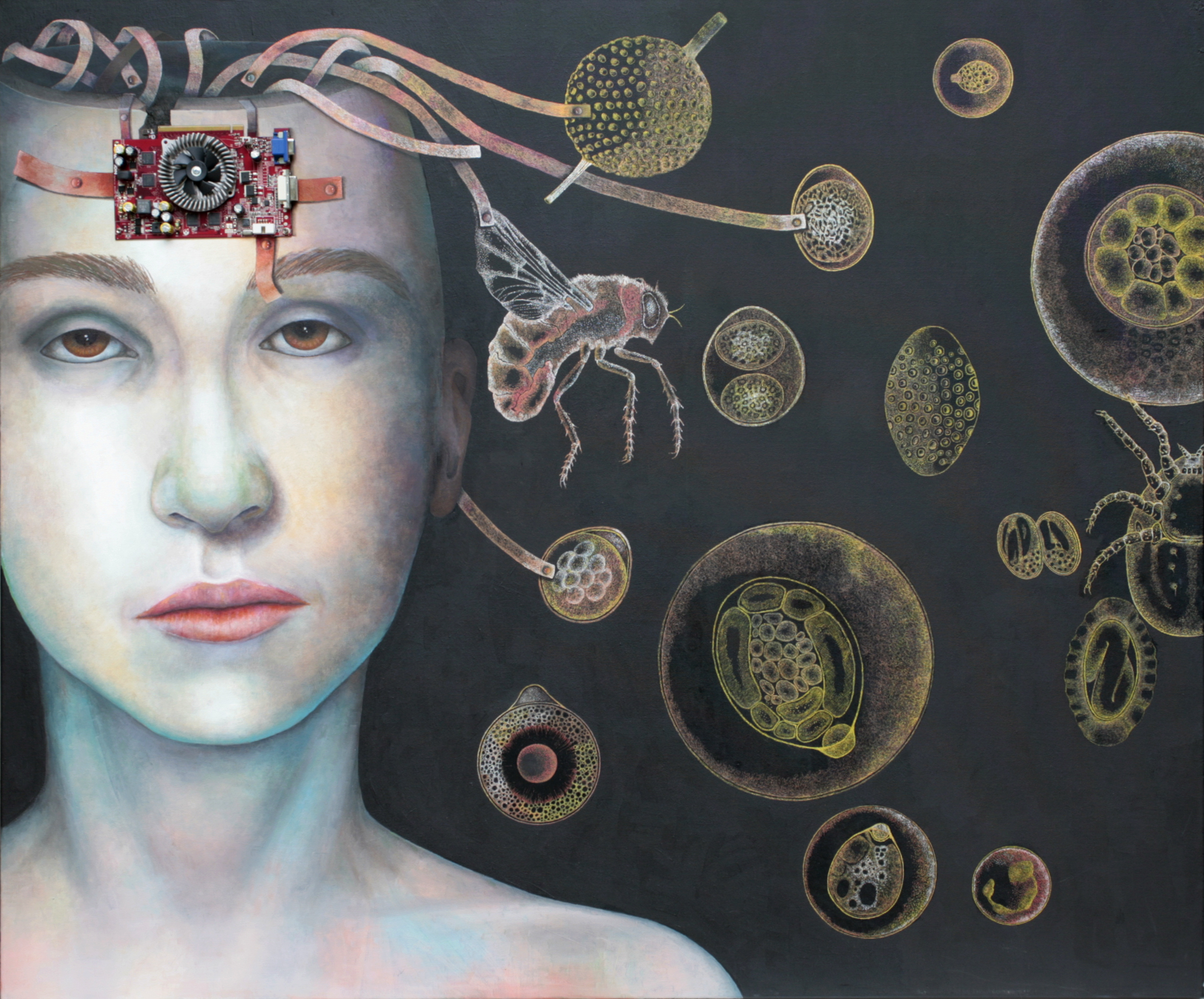
Obra Parasites de la artista alemana de. Óleo sobre lienzo, 2011.

El tema del parasitismo o parásitos en la ficción ha aparecido a menudo en obras de ficción inspiradas en la biología. Ya en la antigüedad había obras que trataban el tema, el cual tuvo un auge en el siglo XIX. Entre estas figuran los monstruos alienígenas diseñados a propósito para que resulten repugnantes, tales como en las películas de ciencia ficción, que suelen tener análogos en la naturaleza. Hasta cierto punto, autores y guionistas han sabido aprovechar los rasgos biológicos de los parásitos. Tanto en libros como en películas han aparecido formas de vida tales como parasitoides, parásitos que alteran el comportamiento, parásitos de puesta, parásitos castradores y muchos estilos de vampiros. Algunos parásitos de obras de ficción, como el Conde Drácula y los xenomorfos de Alien, se han hecho muy populares por derecho propio.

## Contexto

En la naturaleza, el parasitismo es una relación biológica en la que una especie vive sobre o dentro de otra, causándole daño.

En la biología evolutiva, el parasitismo es una relación entre especies en la que un organismo, el parásito, vive sobre o dentro de otro organismo, el huésped, y le causa algún daño, y está adaptado estructuralmente a esta forma de vida. El entomólogo E. O. Wilson caracterizó a los parásitos como «depredadores que comen presas en unidades de menos de uno». Según el inmunólogo John Playfair, el término «parásito» es claramente despectivo en el uso común, en el que un parásito es «un mantenido, un vago aprovechado, un desgaste para la sociedad». Sin embargo, la idea data desde hace mucho tiempo. En la antigua Roma, el parasitus  era un papel aceptado en la sociedad romana, en la que una persona podía vivir de la hospitalidad de los demás, a cambio de «halagos, servicios sencillos y la voluntad de soportar humillaciones».

## Temas

### Novelas del sigloXIX

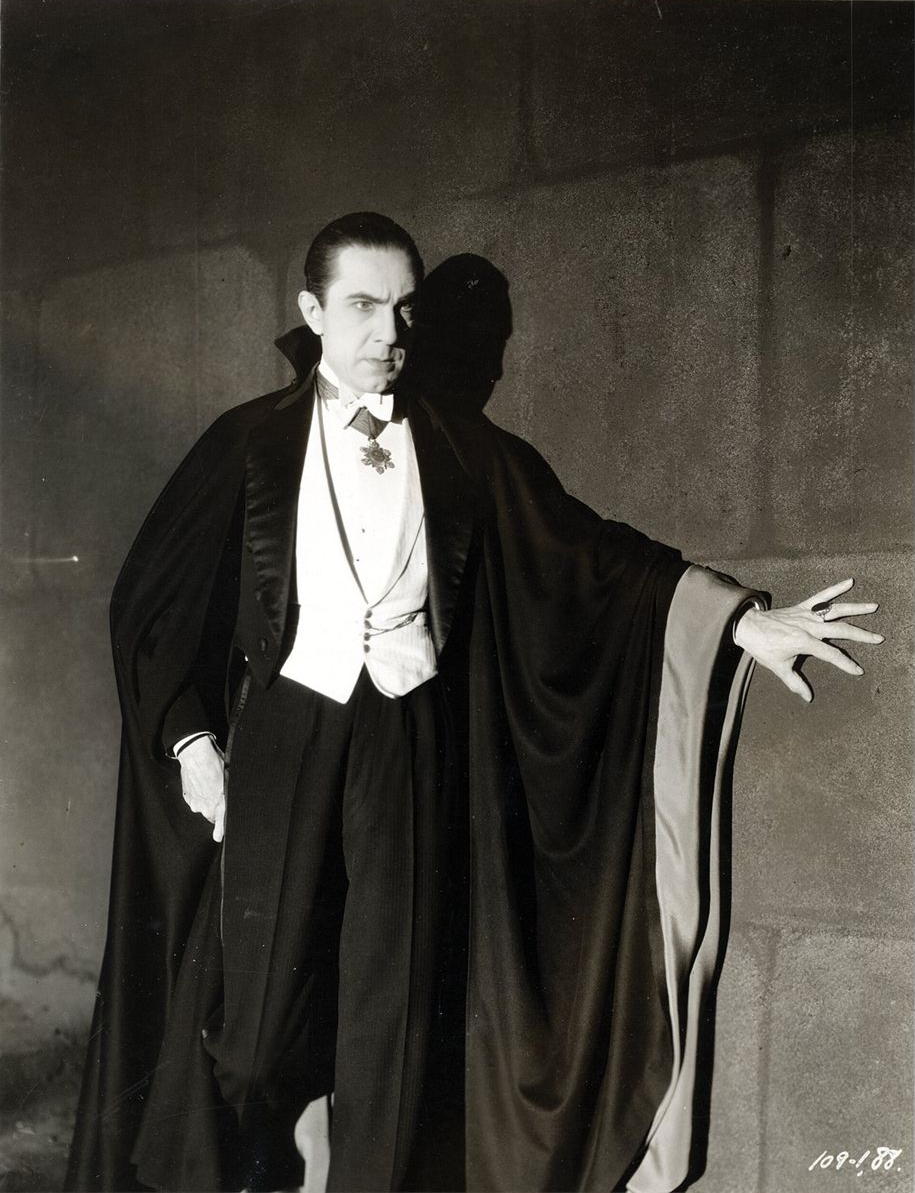
Béla Lugosi como el vampiro Conde Drácula, 1931

El parasitismo aparece repetidamente como tópico literario en el siglo XIX, aunque los mecanismos, ya sea biológicos o de otro tipo, no siempre se describen en detalle. Por ejemplo, el escarabajo epónimo de la novela de horror El Escarabajo (1897), del escritor inglés Richard Marsh, es un parásito que castra simbólicamente al protagonista humano. El personaje de Drácula de Bram Stoker (1897) comienza como un anfitrión (que es, según parece, un ser humano normal) que recibe invitados en su casa antes de revelar su naturaleza de vampiro parasitario. El protagonista del relato El parásito (1894) de Arthur Conan Doyle utiliza una forma de control mental similar al mesmerismo de la época victoriana, el cual funciona en algunos huéspedes pero no en otros.

### Ciencia ficción
En el género de ciencia ficción, los parásitos están representados como seres alienígenas extraterrestres o antinaturales y son percibidos como algo desagradable y, a veces, horroroso, en comparación con la simbiosis mutualista. Es posible darles usos prácticos, aunque los seres humanos que así lo hicieran podrían acabar destruidos. Por ejemplo, la novela Parasite (2013) de la autora Mira Grant imagina un mundo en el que el sistema inmunológico de las personas se mantiene gracias a tenias modificadas genéticamente. Son personajes que pueden comprenderse con facilidad ya que, tal como lo explica el escritor Gary Westfahl, los parásitos necesitan aprovecharse de sus huéspedes para poder sobrevivir y reproducirse.
La antropóloga social Marika Moisseeff argumenta que la ciencia ficción, tal como se representa en obras de literatura y cine, suele caracterizar a los insectos como villanos debido a su parasitismo y a su comportamiento de enjambre. En varias de estas obras, añade, las sociedades del futuro, habiendo alcanzado el nivel más alto de evolución gracias a sus logros tecnológicos, son representadas como susceptibles de volver a una especie de organización parecida a la de los insectos. Además, continúa, utilizan biotecnología sofisticada o especies inferiores para poder reproducirse.

### Diversidad de relatos

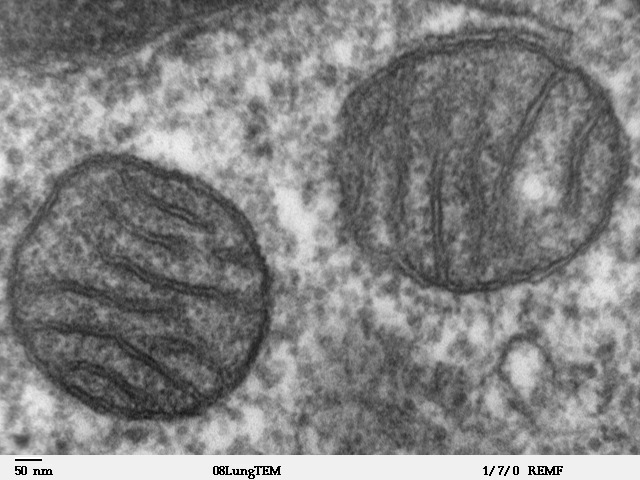
Entre los muchos tipos de parásitos presentes en obras de ficción se encuentran las mitocondrias de la novela Parasaito Ibu, del autor japonés Hideaki Sena. Estos son orgánulos que generan energía en células animales, reimaginados como parásitos.

Desde el siglo XIX, ha aumentado en gran medida la diversidad de relatos acerca de parásitos ficticios y los medios utilizados para describirlos, lo que abarca, entre otras cosas, novelas literarias, novelas y películas de ciencia ficción, películas de terror y videojuegos. El siguiente cuadro ilustra la diversidad de temas y enfoques que son posibles hoy en día.
| Autor                                                             | Obra          | Medio                                         | Año  | Parásito                                                           | Efecto | Contraparte biológica |
| ----------------------------------------------------------------- | ------------- | --------------------------------------------- | ---- | ------------------------------------------------------------------ | --- | --- |
| David Cronenberg                                                  | Shivers       | Película de ciencia ficción y horror corporal | 1975 | Ingeniería genética                                                | Útil en trasplantes de órganos; se transmite sexualmente y es un afrodisíaco cuando lo modifica un científico trastornado             | La ingeniería genética y sus implicaciones éticas |
| - Satoru Okada - Gunpei Yokoi - Hiroji Kiyotake - Yoshio Sakamoto | Metroid       | Videojuego                                    | 1986 | Parásitos X                                                        | Infección mortal; confiere energía y poderes útiles a las personas vacunadas                                                          | Patógenos tales como bacterias y virus; vacunas |
| Hideaki Sena (farmacólogo)                                        | Parasaito Ibu | Novela de ciencia ficción y terror            | 1995 | Mitocondrias que se han liberado del mutualismo en células humanas | Parasitismo mortal | Las mitocondrias, orgánulos generadores de energía, antes organismos procariotas independientes, se volvieron mutualistas por simbiogénesis hace unos 2,000 millones de años |
| Irvine Welsh                                                      | Filth         | Novela                                        | 1998 | Tenia con la capacidad de hablar                                   | Siniestra, cómica; «el personaje más atractivo de la novela»; se convierte en el alter ego y «la mejor versión» del policía sociópata | Tenias, parásitos intestinales |

### Ficción y realidad
Según el periodista Kyle Munkittrick, de la revista Discover, la gran mayoría de los alienígenas, lejos de ser lo más extraños posible, son humanoides. Mientras que Ben Guarino, de The Washington Post, observa que, a pesar de toda la «grávida grotesquería de los alienígenas cinematográficos», los parásitos terrestres tienen formas de vida más horribles. Guarino menciona a las avispas parasitarias que ponen sus huevos en el interior de orugas vivas como la inspiración del cuento Discord in Scarlet (1939) de A. E. Van Vogt, la novela The Puppet Masters (1951) de Robert Heinlein y la película Alien (1979) de Ridley Scott. El epónimo alienígena de Alien tiene un ciclo de vida «dramático». Unos huevos gigantes eclosionan en seres que se ciñen al rostro y la boca del huésped, que se ve forzado a tragarse un embrión. Éste crece rápidamente en sus intestinos y poco después brota de su pecho y se convierte en un gigantesco animal depredador de aspecto parecido a un insecto. Guarino cita al parasitólogo Michael J. Smout cuando menciona que los «enormes cambios» son factibles y pone como ejemplo a los platelmintos que se transforman y pasan de ser un huevo a una criatura parecida a un renacuajo y luego a un gusano infeccioso.
El biólogo Claude dePamphilis también está de acuerdo en que los parásitos pueden adquirir genes de sus huéspedes, y pone como ejemplo una planta del género Orobanche que había tomado genes de su planta huésped en 52 ocasiones, tras haber superado con creces las defensas de esta. De igual modo, una encuesta realizada en 2013 por la revista Popular Mechanics entre profesionales de las ciencias y la ingeniería reveló que las películas de ciencia ficción basadas en parásitos La guerra de los mundos (Byron Haskin, 1953) y Alien se encontraban entre sus diez películas favoritas.

## Tipos de parásitos

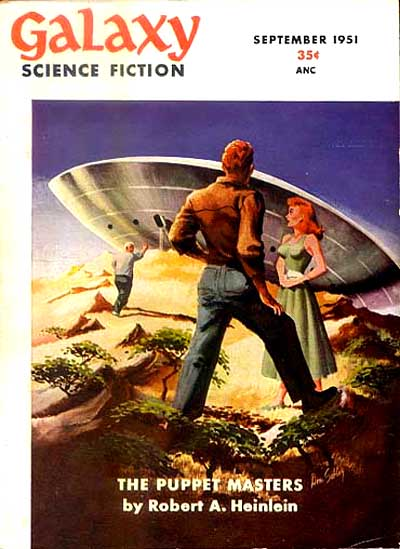
Los parásitos que alteran el comportamiento, protagonistas de la novela The Puppet Masters de Robert A. Heinlein, en la portada del número de septiembre de 1951 de la revista Galaxy Science Fiction.

Es posible encontrar varios tipos de parásitos en obras de literatura, que corresponden más o menos exactamente a algunos de los que ya se conocen en biología. Entre ellos se encuentran los parásitos hematófagos (los vampiros en la ficción), los parasitoides, los parásitos que alteran el comportamiento, los parásitos de puesta, los parásitos castradores y los parásitos de transmisión trófica, como se detalla a continuación.

### Parásitos hematófagos
Los mitos de demonios chupasangre—tales como Lilit, que se alimentaba de la sangre de bebés— estaban muy generalizados en la antigüedad
En la ficción, los vampiros (parásitos hematófagos) comenzaron a aparecer en la era moderna con el Conde Drácula, el personaje titular de la novela de terror gótico Drácula (1897) de Bram Stoker. Desde entonces, han aparecido en muchos libros y películas de géneros que van desde el terror a la ciencia ficción. A la vez que hubo un cambio en los géneros, también hubo una diversificación de formas y ciclos de vida, que incluyen plantas chupasangre tales como la «extraña orquídea» en la película de ciencia ficción The Thing from Another World (1951), alienígenas como los marcianos en la novela de ciencia ficción La guerra de los mundos de H. G. Wells (1898), «cibervampiros» como en los cuentos The Stainless Steel Leech de Roger Zelazny (1980) y Marid and the Trail of Blood de George Alec Effinger (2003), y chupasangres psíquicos, como en la novela corta El parásito de Arthur Conan Doyle (1894) y la película de 1920 de Robert Wiene El gabinete del doctor Caligari.

### Parasitoides

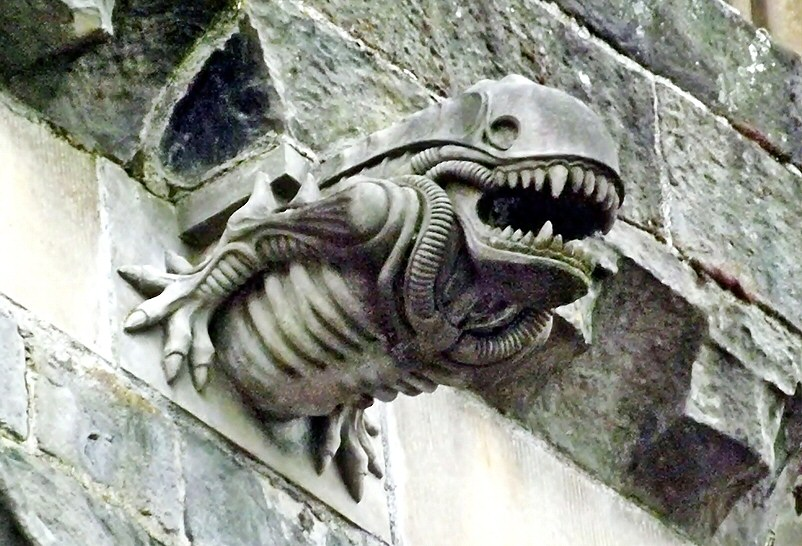
Una gárgola en la Abadía de Paisley que se asemeja a uno de los xenomorfos parasitoides de la película Alien.

El xenomorfo de Alien es un parasitoide que resulta mortal para su huésped humano. Tiene un ciclo de vida en el que crece dentro del cuerpo de la persona. Cuando madura, el xenomorfo adulto depredador sale del cuerpo de su huésped de manera repentina y le causa la muerte. Este comportamiento se basó en las avispas parasitoides, que tienen un ciclo de vida similar.
El biólogo marino Alistair Dove señala que existen múltiples paralelismos entre los xenomorfos y los parasitoides aunque, en su opinión, hay ciclos de vida más perturbadores en la biología real. Entre los paralelismos que identifica figuran la colocación de un embrión en el huésped, su crecimiento dentro del huésped, la consiguiente muerte del huésped y la alternancia de generaciones, tal como en los Digenea (trematodos).

### Parásitos que alteran el comportamiento
En obras de ciencia ficción del siglo xx figuran parásitos que controlan la mente. Por ejemplo, en la novela The Puppet Masters (1951) de Robert A. Heinlein, unos parásitos (similares a las babosas) llegan a la Tierra provenientes del espacio exterior, se adhieren a las espaldas de los seres humanos y toman control de sus sistemas nerviosos. De esta forma, convierten a sus huéspedes en las marionetas epónimas del título. En la película Star Trek II: La ira de Khan (1982), la anguila Ceti se introduce en el oído de su huésped humano hasta llegar al cerebro. Este parásito es similar al Toxoplasma gondii, que causa que los ratones infectados les pierdan el miedo a los gatos. Así se facilita su captura y consumo y, una vez un gato haya comido un ratón infectado, el parásito infecta a su vez al gato, que se convierte en su huésped definitivo en el que puede reproducirse sexualmente. Además, las criaturas de la raza alienígena Goa'uld en la serie de televisión Stargate SG-1 entran por el cuello del huésped y se enroscan en su columna vertebral para así tomar el control. El parásito alienígena (que es similar a una babosa) en la película The Hidden (1987) también entra por la boca del huésped antes de apoderarse de su cuerpo.

### Parásitos de puesta

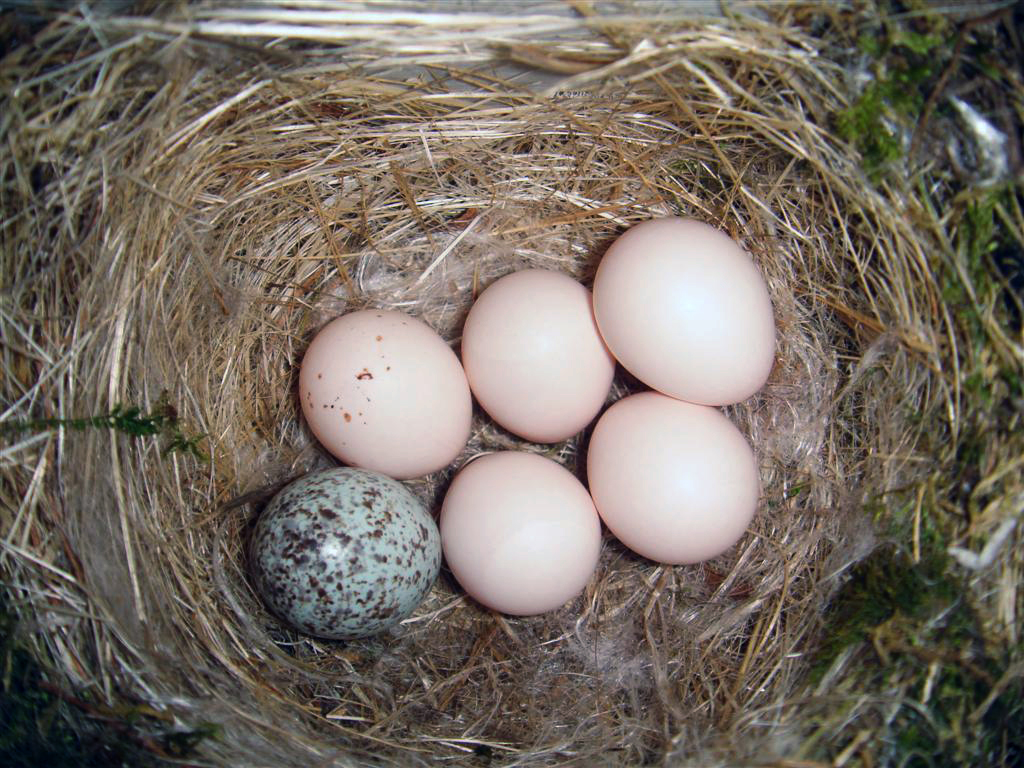
Los parásitos de puesta ponen sus huevos en los nidos de otras aves para que estas los críen. De aquí salió la inspiración para la novela de ciencia ficción The Midwich Cuckoos.

El parasitismo de puesta no es un tema común en obras de ficción. Uno de los primeros ejemplos apareció en la novela The Midwich Cuckoos (1957) de John Wyndham, en la que las mujeres de una aldea de Inglaterra dan a luz y crían a un grupo de niños alienígenas. Estos son telepáticos y planean conquistar el mundo. En la naturaleza, el parasitismo de puesta se da en aves tales como el cuco común, que pone sus huevos en los nidos de sus huéspedes. Los cucos jóvenes salen rápidamente del huevo y expulsan a los huevos o polluelos del huésped. Los padres alimentan entonces a aquellos como si fueran sus propias crías, hasta que sean capaces de abandonar el nido y volar. Como recurso narrativo, esto permite que tanto alienígenas como seres humanos interactúen de manera estrecha. En la serie de novelas Lilith's Brood (1987–1989), Octavia E. Butler se planteó algo parecido, solo que las crías a las cuales da a luz la madre humana son híbridos alienígena-humano en lugar de simples alienígenas.

### Parásitos castradores

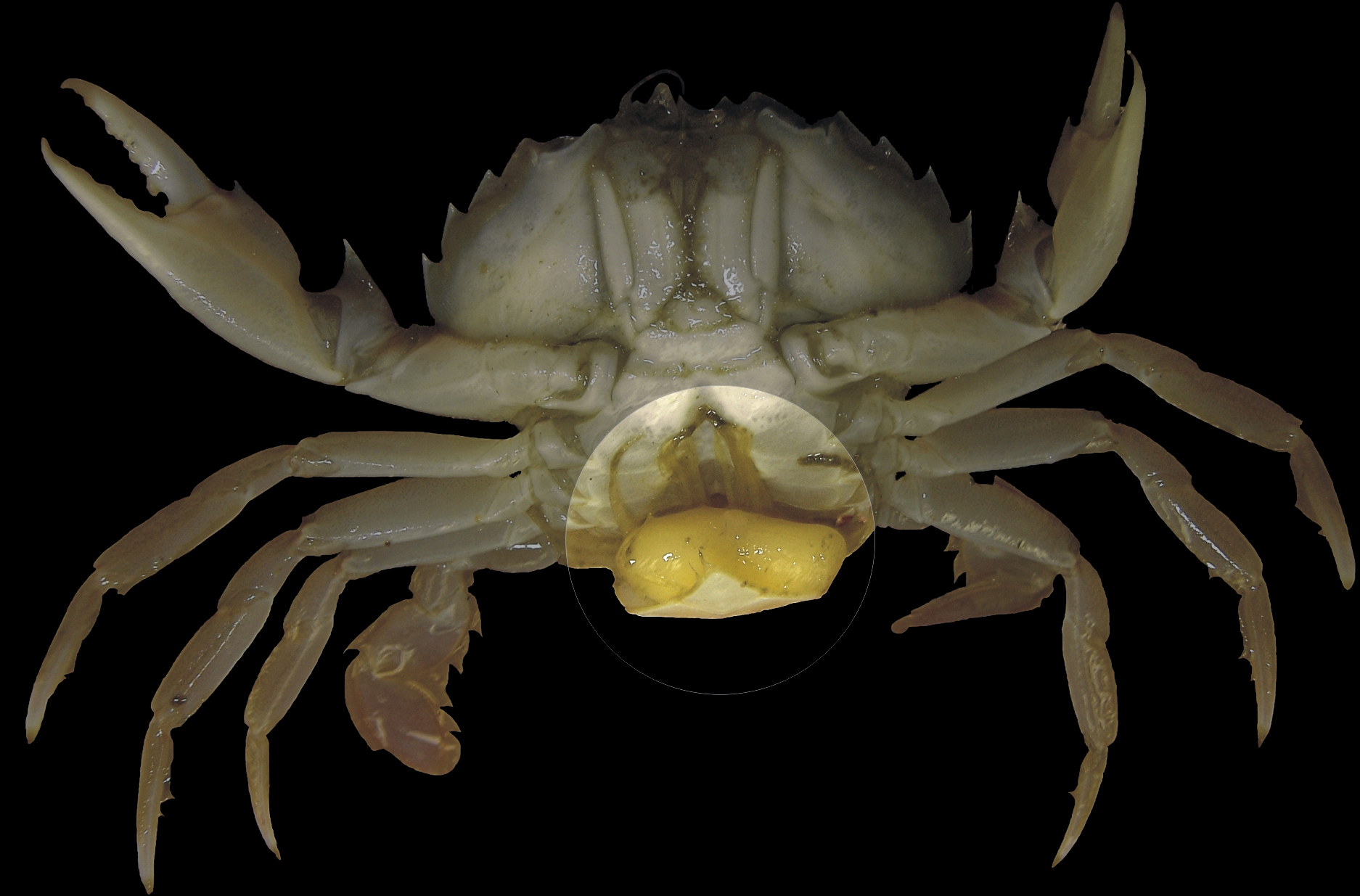
Sacculina, un parásito castrador (que aparece resaltado en la imagen), inspiró la novela corta homónima de Philip Fracassi.

La castración por parásitos puede encontrarse en la naturaleza en parásitos muy reducidos que se alimentan de las gónadas de sus crustáceos huéspedes y así utilizan la energía que hubiera sido destinada a la reproducción. Un ejemplo de esto en la ficción es la novela corta de terror Sacculina (2017) de Philip Fracassi, cuyo título es el nombre de un género de crustáceos parecidos a los percebes. La novela cuenta la historia de un barco pesquero que se encuentra en alta mar cuando es invadido por parásitos de las profundidades.

### Parásitos de transmisión trófica

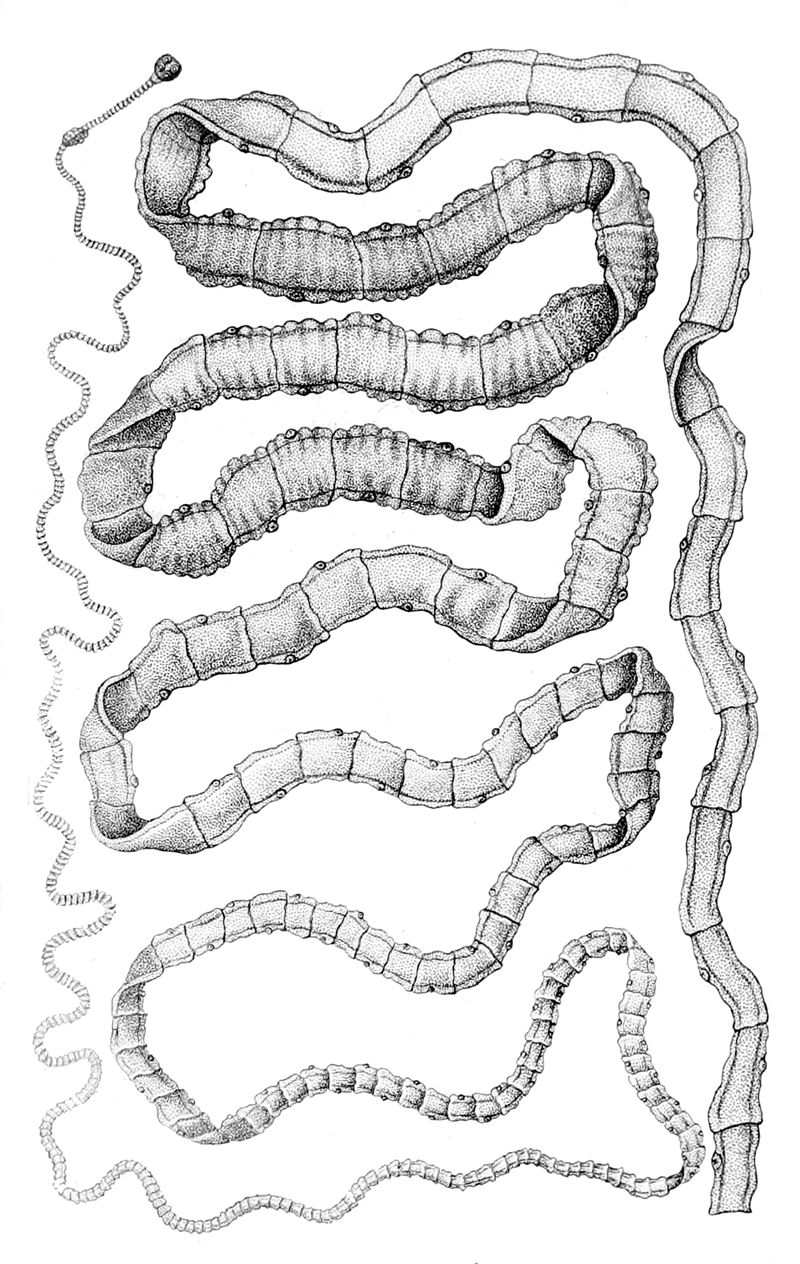
La tenia del cerdo, un parásito intestinal que se transmite a los cerdos a través de heces humanas, y de vuelta a los humanos a través de la carne mal cocida.

La tenia modificada genéticamente de la novela Parasite de Mira Grant y la tenia hablante de la novela Filth de Irvine Welsh son versiones ficticias de parásitos intestinales convencionales. Las tenias tienen ciclos de vida complejos en los que a menudo intervienen dos o más huéspedes de especies diferentes. Se transmiten cuando los huevos se eliminan en las heces y son ingeridos por otro huésped, para que éste a su vez sea ingerido y transmita el parásito al depredador. Este ciclo de vida poco atractivo les permite a los novelistas sacarles provecho a las reacciones emocionales de sus lectores ante los parásitos. El parásito de la novela de Welsh se ha descrito como «una especie de elemento siniestro pero extrañamente cómico».